# Фейвешем
Фейвешем (англ. Faversham) – містечко у графстві Кент, Англія. 

## Історія
Фейвешем було засновано як римське поселення, закладене 811 року. Місто було записано у Книзі Страшного суду як Фейвешант. Упродовж своєї історії місто завжди мало особливі привілеї від різних правителів як Кенту, так і Англії.
У 1148 році король Стефан заклав у місті абатство, в якому й був похований. Тут же поховані його дружина Матильда Булонська і син Євстахій, граф Болонський. За часів Стефана місто набуло великої популярності й навіть на короткий період стало столицею Англії. 
У XX столітті місто стало крупним центром суднобудування (у 1916-1969 роках тут було збудовано понад 1200 суден). 

## Географія

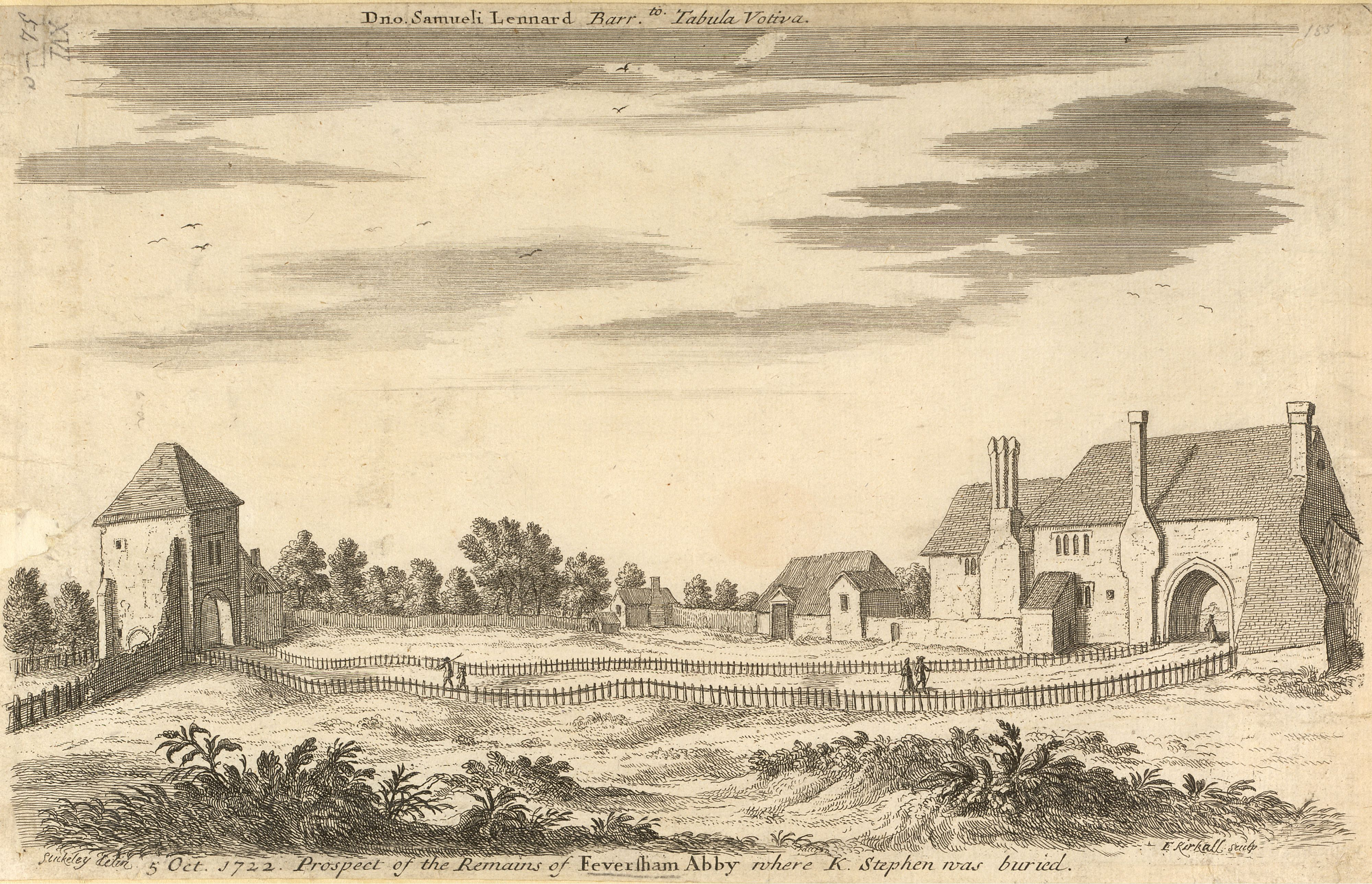
Руїни абатства Фейвешем

Фейвешем розташований між Сіттінгборном і Кентербері. Місто розташоване у 48 милях на схід від Лондона, у 18 милях на північний схід від Майдстоуна та у 9 милях на захід від Кентербері. 

## Демографія
За даними перепису населення 2001 року кількість жителів міста становить 17 710 чоловік. 